# ポール・ブドゥアン
ポール・ブドゥアン（Paul Boudehent、1999年11月21日 - ）は、トップ14スタッド・ロシュレに所属するラグビー選手。

## プロフィール
- フランス・アンジェ出身[1]。
- ポジションはフランカー(FL)、ナンバーエイト(No8)。
- 身長 192cm、体重 107kg
- U20フランス代表に選ばれたことがある[2]。
- フランス代表キャップは6（2024年2月現在）でラグビーワールドカップ2023のフランス代表に選ばれた[3]。

## 略歴
2017年、ラ・ロシェルに加入。